# 三海湖
三海湖（越南语：／），是越南最大的天然淡水湖，屬梂江水系，位於河内以北约230公里的山區，面积500公顷，海拔150米，全长8公里，最宽处2公里，平均水深15至20米，最深处达35米，湖中有两座小岛，一个叫安马岛（Đảo An Mã），一个叫寡妇岛（Đảo Bà Góa）。当地居民将三海湖叫做Slam Pe，意思是“三个湖”，包括林泊（Pé Lầm）、瀘泊（Pé Lù）和冷泊（Pé Lèng）三個湖區。
1992年11月10日，越南政府成立三海国家公园，总面积7610公顷，其中3226公顷是严格自然保护区；1995年，三海湖被世界湖泊大會列入需要保护的世界20个特别淡水湖之一；1996年底，三海国家公园被认定为越南国家文化历史遗址；1997年，三海国家公园被联合国教科文组织提名为世界自然遗产；2004年底，三海国家公園被列入东盟遗产公园和越南国家级特殊遗迹名单。

## 生態
三海湖流域的生物体系种类丰富多样，是濕地公約的湿地名录之一，湖區分布有417种植物、299种脊椎动物，栖息有双角犀鸟、雉、越南金丝猴等被列入越南濒危动植物红皮书的动物。共有25种植物被列入世界自然保护联盟红皮书，蚬木、格木、悬竹等多种植物被列入越南濒危动植物红皮书。这里共有182种兰花，为越南乃至东南亚地区兰花品种丰富和特有性最高的地区。三海湖是30种淡水鱼的栖息地，其中包括三海湖圆唇鱼、巨魾等稀有鱼类。湖邊长300米、洞廳高30米的普翁洞内栖息着23种蝙蝠，数量达数万只。

## 旅遊
位于三海湖岸边的南畝社薄外村是三海湖區开展民宿经营的首个村莊之一，一开始只有两户家庭展开该旅游模式，至2018年已提升到30户。当地居民大部分是岱依族，他们之前主要依靠水稻种植和水产捕捞谋生。截至2018年末，南畝社全社从事民宿旅游服务共100户，主要集中在三海湖岸边地区。
游客在三海湖可以乘坐由整根大木头制成的獨木舟游湖，也可以品嘗天饼、竹筒饭、烤虾、烤香蕉、烤湖鱼、五色糯米饭等當地美食。为吸引游客，北件省正在建设连接三海湖旅游区的3条公路，预计2025年前完工。其中从北件市到三海湖的新公路將缩短行车时间約1小时。约20个高端生态旅游项目、与当地农林产品相关的体验旅游模式、探险游戏区、森林探险游等项目正在建设。

## 文化
每年正月初十和十一，岱依族、侬族、瑶族、苗族等民族在三海湖邊的南畝社博卢滩舉行春季庙会，三海湖庙会又称隆東节，是北件省乃至越北地区规模最大的下田节。隆东节前夕，村民在祭祀莫朝各位将军的安马祠周围举行放花灯仪式，节日期间举行斗牛、抛绣球、踩高跷、射弩、打陀螺、独木船比赛等传统民间游戏，晚上还舉行篝火晚会。
三海湖庙会分为礼仪和娱乐两个部分。礼仪部分由当地小伙和姑娘向土神、河神、湖神敬上祭品，祈求来年平安、庄稼丰收。祭品较为简单，包括五色糯米饭、鸡肉以及粽子和糍粑，供奉祭品的同时也举行祈福仪式。礼仪部分结束后是娱乐部分，开幕鼓敲响後就是由丁琴伴奏的滩伦歌，然後舉行排球、划船比赛、蒙目捉羊、抛绣球等民间体育游戏。三海湖庙会每年都能吸引数万游客前来参加。

## 遺蹟
越南社会科学翰林院考古学院在三海湖區的石灰岩洞穴里发现了许多史前文化遗址。其中在普翁洞，考古学家出土了73件文物，均为1.5万至2万年前石器时代的人类遗迹。在坦吉洞里发现54件文物，主要是石器，以及很多半石化的动物骨骼和牙齿，認定坦吉洞是距今已经2万年的旧石器时代遗址。在坦米亚、哪防、三门等洞穴，考古人员发现了富有青銅时代特色的陶器，其中坦米亚洞里发现的石核工具中椭圆工具、短斧头、盘形工具等是具有和平文化特色的石器，證明坦米亚洞曾经是距今近1万年的新石器时代初期和平文化到距今3000年的青銅时代历代居民的住所。

## 圖冊

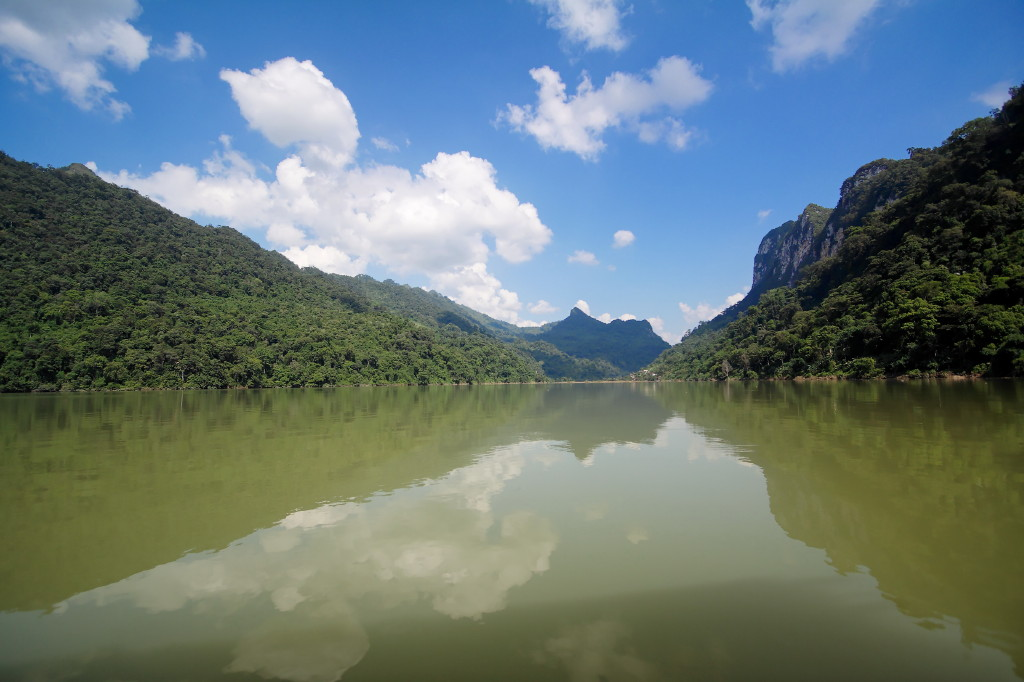
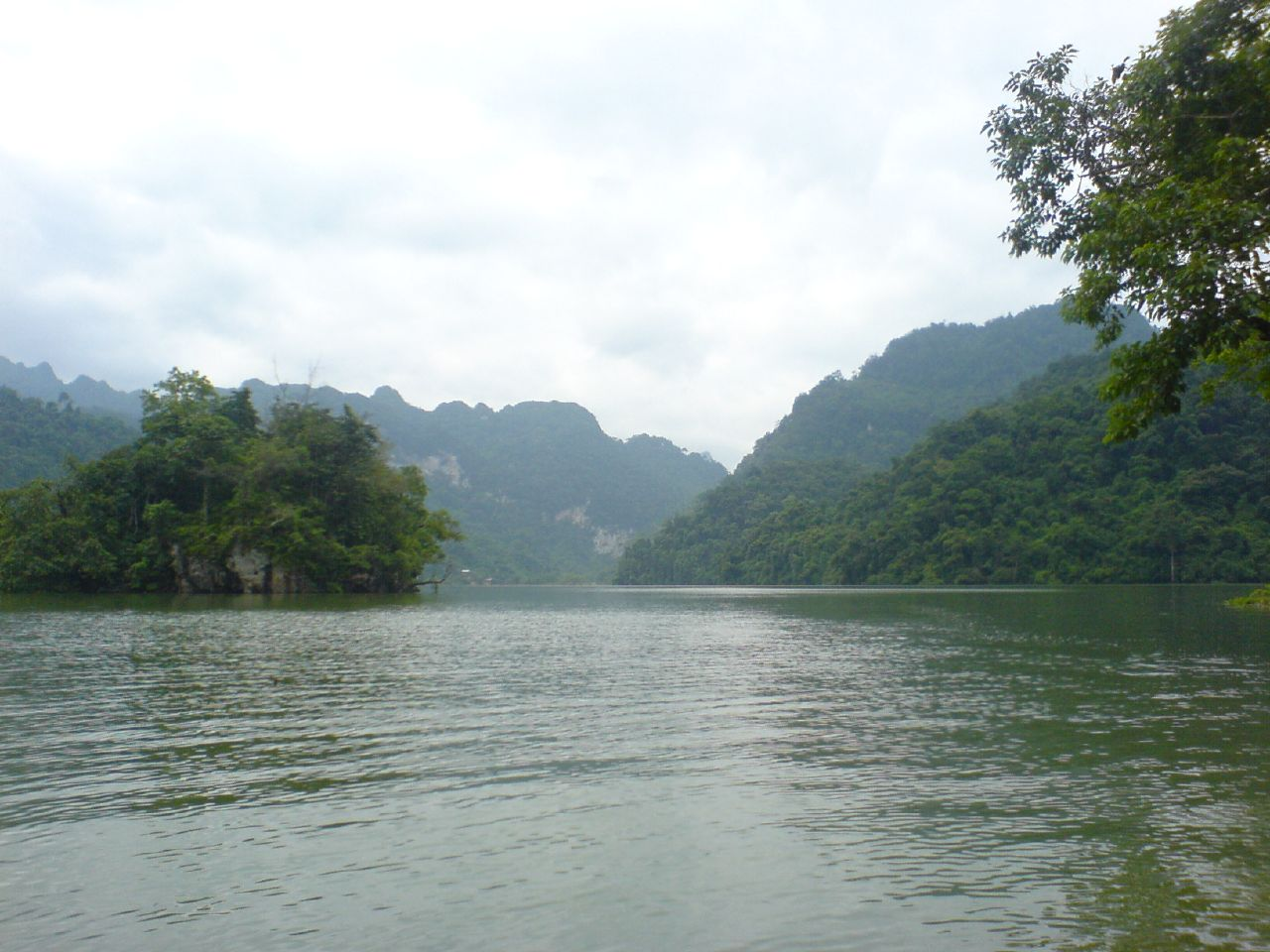
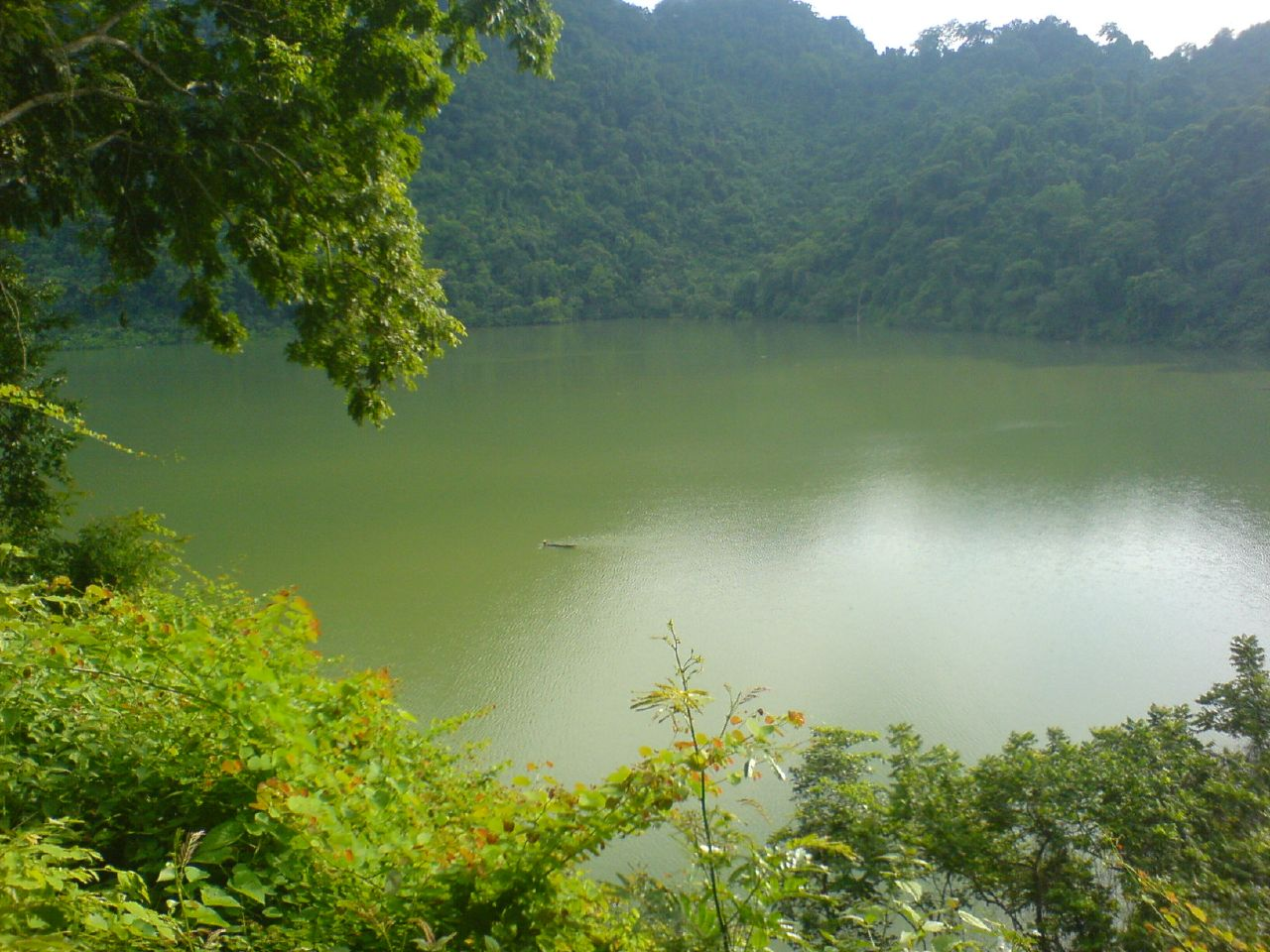
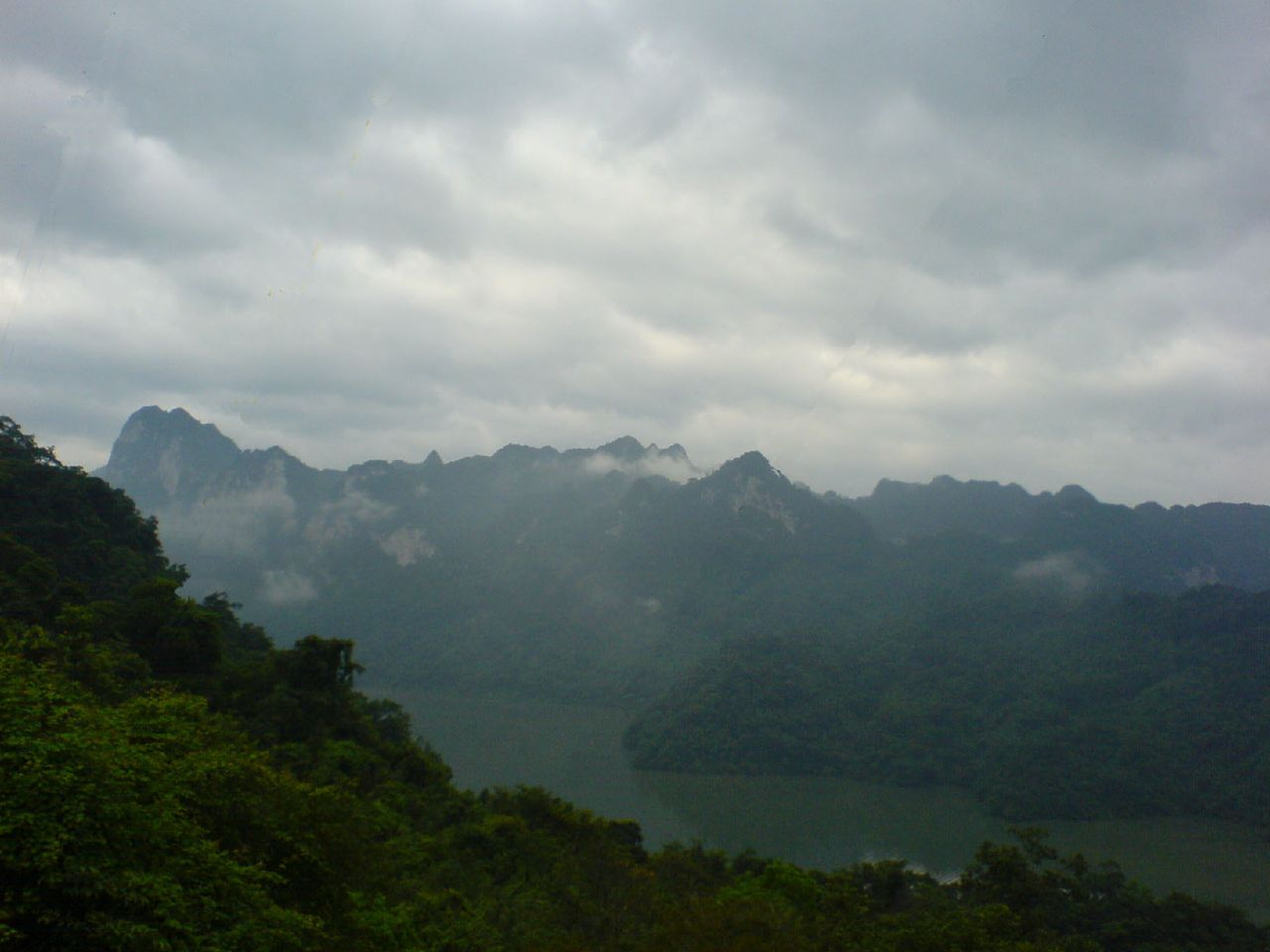
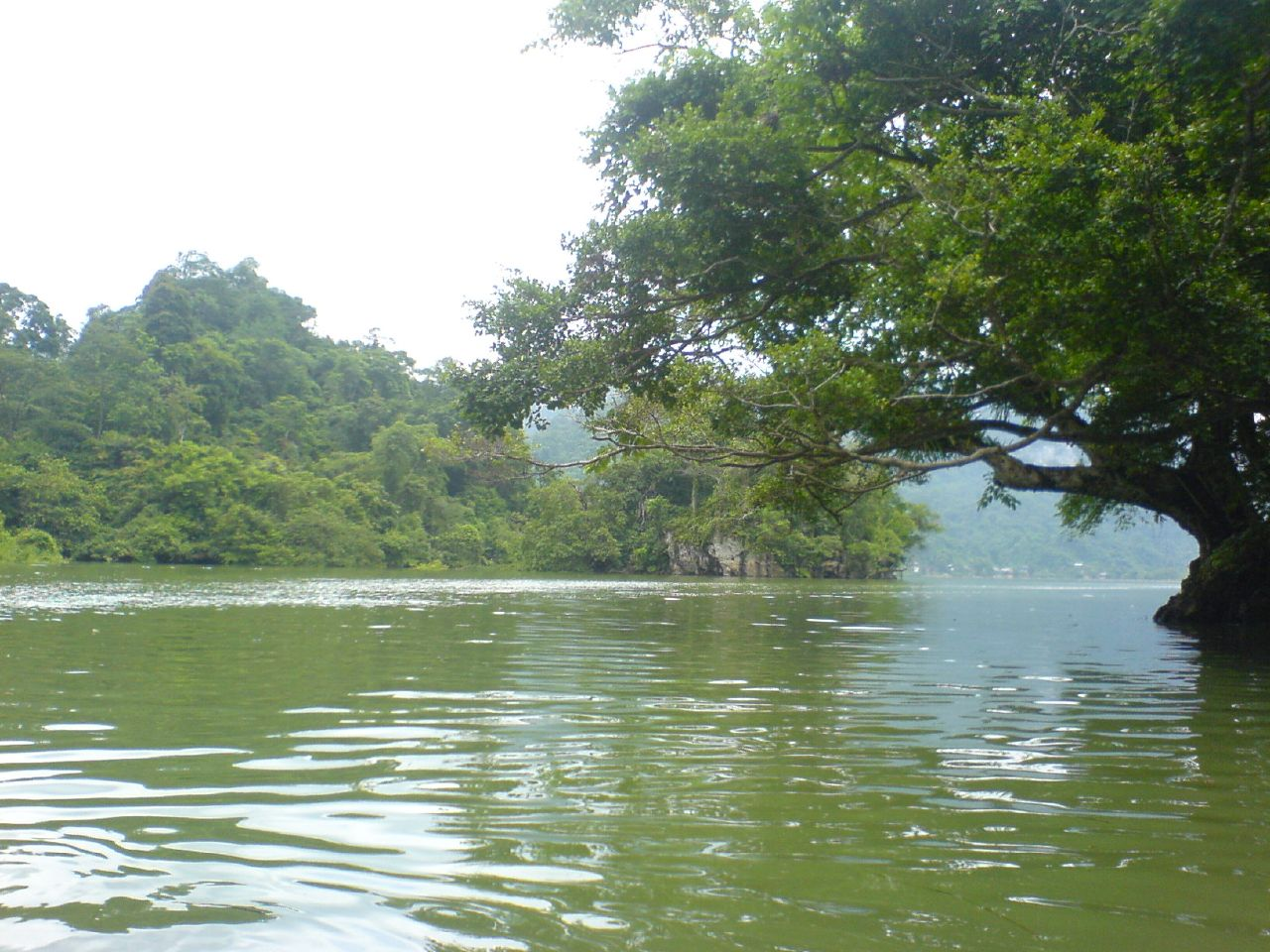